# Cuca fera
|  | Per la revista, vegeu Cuca Fera (revista) |

La cuca fera, també escrit cucafera, és un drac monstruós del bestiari popular català que tradicionalment ha precedit la processó del Corpus d'algunes ciutats de l'Antiga Corona d'Aragó (Tortosa, Morella, Xàtiva) per representar la idolatria o l'heretgia. La primera Cucafera documentada a Catalunya és la de Montblanc que es remunta al segle xiv. Hi ha constància documental de la cucafera a la ciutat de Múrcia durant el segle xvii, un vestigi dels segles en què a la zona s'hi parlava català.
Una de les seves formes més populars, s'emparenta amb la Tarasca de Provença. Es tractaria d'una mena de tortuga gegant, amb la closca d'aquest animal, però amb un cap semblant al d'un cocodril a la punta d'un coll extensible. Peta les dents d'una manera seguida que fa esporuguir a la mainada, a la qual hom explica que cada dia es menja tretze gats i tres infants vius. A Tortosa es passejava la mare seguida de les seves dues filles. A València el 1993 s'han incorporat a la Cuca Fera de Santa Margarida dues figures monstruoses, el drac de Sant Jordi i la tarasca de Santa Marta. A Xàtiva el 2019 es va reincorporar La Tortuga en la processó del Corpus.
Una altra forma que no deixa de ser popular, sobretot entre la mainada, és una mena de drac -segons com una processionària molt grossa- no alat que s'arrossega per terra amb un nombre indeterminat de potes. En el bestiari popular, cada pota és una persona diferent. En el bestiari de Begues (Baix Llobregat) hi ha una criatura del mateix nom de difícil descripció.

## Cuques feres del bestiari popular català
- El Cuc de Molins de Rei
- Cucafera de Tortosa
- Cucafera de les Festes de Santa Tecla de Tarragona
- Cuca de Castellbisbal
- Cuca del Pi de Puigpelat
- Cucafera de Solsona
- Cucafera de Begues
- Cucafera de Montblanc
- Cucafera de Reus

## La cuca fera en la literatura
- Josep Ballester i Roca, La princesa Neus i la Cuca Fera (teatre), Edicions Bromera, S.L., 1999, 90 pàgines, ISBN 9788476604410
- Francesc Vicent Garcia i Torres, «Romans X», Poesias jocosas y serias,, Editorial Joseph Torner, 1830, pàgines 84-85
- Txell Aixarch, Marisa Valls, Ernesto Ferrer, Jo sóc la Cucafera, Edicions i Propostes Culturals Andana, 2009, 81 pàgines, ISBN 9788496995246